# Mistrzostwa Irlandii w piłce nożnej mężczyzn
Mistrzostwa Irlandii w piłce nożnej (irl. Craobhchomórtais peile fir na hÉireann) – rozgrywki piłkarskie, prowadzone cyklicznie - corocznie lub co sezonowo (na przełomie dwóch lat kalendarzowych) – mające na celu wyłonienie najlepszej męskiej drużyny w Irlandii.

## Historia
Mistrzostwa Irlandii w piłce nożnej rozgrywane są od 1921 roku. Obecnie rozgrywki odbywają się w wielopoziomowych ligach: League of Ireland Premier Division, League of Ireland First Division, Leinster Senior League, Munster Senior League, Ulster Senior League oraz niższych klasach regionalnych.
W 1887 roku w Athlone powstał pierwszy irlandzki klub piłkarski Athlone Town F.C. Przez dłuższy czas Irlandia znajdowała się pod panowaniem Wielkiej Brytanii. Koniec angielskiej dominacji miał miejsce w początkach XX wieku, najpierw poprzez rozpoczęcie powstania wielkanocnego w 1916 roku oraz poprzez podpisanie Traktatu angielsko-irlandzkiego w 1921.
Po założeniu irlandzkiej federacji piłkarskiej – FAI w 1921 roku, rozpoczął się proces zorganizowania pierwszych oficjalnych Mistrzostw Irlandii. W sezonie 1921/22 startowała pierwsza edycja rozgrywek o mistrzostwo kraju. W League of Ireland 8 drużyn walczyło systemem ligowym o tytuł mistrza kraju.
W 1985 utworzono zawodową ligę piłkarską w Irlandii (League of Ireland), która podzieliła kluby na 2 dywizje: Premier Division (pierwszy poziom rozgrywkowy) i First Division (drugi poziom rozgrywkowy). Rozgrywki zawodowej Premier Division zainaugurowano w sezonie 1985/86.

## Mistrzowie i pozostali medaliści
| Sezon                                                                    | K | K | T  | Mistrz                 | Wicemistrz             | III miejsce            | Br. | Król strzelców                                                                                | Uwagi              |
| League of Ireland (irl. Sraith na hÉireann)                              |   |   |    |                        |                        |                        |     |                                                                                               |                    |
| 1921/22                                                                  |   |   | 1  | St. James’s Gate       | Bohemians              | Shelbourne             | 11  | Jack Kelly (St. James’s Gate)                                                                 | 8 klubów           |
| 1922/23                                                                  |   |   | 1  | Shamrock Rovers        | Shelbourne             | Bohemians              | 27  | Bob Fullam (Shamrock Rovers)                                                                  | 12 klubów          |
| 1923/24                                                                  |   |   | 1  | Bohemians              | Shelbourne             | Jacobs                 | 20  | Dave Roberts (Bohemians)                                                                      | 10 klubów          |
| 1924/25                                                                  |   |   | 2  | Shamrock Rovers        | Bohemians              | Shelbourne             | 25  | Billy Farrell (Shamrock Rovers)                                                               | 10 klubów          |
| 1925/26                                                                  |   |   | 1  | Shelbourne             | Shamrock Rovers        | Fordsons               | 24  | Billy Farrell (Shamrock Rovers)                                                               | 10 klubów          |
| 1926/27                                                                  |   |   | 3  | Shamrock Rovers        | Shelbourne             | Bohemians              | 17  | David Byrne (Shamrock Rovers), John McMillan (Shelbourne)                                     | 10 klubów          |
| 1927/28                                                                  |   |   | 2  | Bohemians              | Shelbourne             | Shamrock Rovers        | 24  | Charlie Heinemann (Fordsons)                                                                  | 10 klubów          |
| 1928/29                                                                  |   |   | 2  | Shelbourne             | Bohemians              | Shamrock Rovers        | 17  | Eddie Carroll (Dundalk)                                                                       | 10 klubów          |
| 1929/30                                                                  |   |   | 3  | Bohemians              | Shelbourne             | Shamrock Rovers        | 16  | Johnny Ledwidge (Shelbourne)                                                                  | 10 klubów          |
| 1930/31                                                                  |   |   | 3  | Shelbourne             | Dundalk                | Bohemians              | 29  | Alex Hair (Shelbourne)                                                                        | 12 klubów          |
| 1931/32                                                                  |   |   | 4  | Shamrock Rovers        | Cork                   | Waterford              | 21  | Pearson Ferguson (Cork FC), Jack Forster (Waterford United)                                   | 12 klubów          |
| 1932/33                                                                  |   |   | 1  | Dundalk                | Shamrock Rovers        | Shelbourne             | 20  | George Ebbs (St. James Gate)                                                                  | 10 klubów          |
| 1933/34                                                                  |   |   | 4  | Bohemians              | Cork                   | Shamrock Rovers        | 13  | Alf Rigby (St. James Gate)                                                                    | 10 klubów          |
| 1934/35                                                                  |   |   | 1  | Dolphin                | St. James’s Gate       | Sligo Rovers           | 17  | Alf Rigby (St. James Gate)                                                                    | 10 klubów          |
| 1935/36                                                                  |   |   | 5  | Bohemians              | Dolphin                | Cork                   | 37  | Jimmy Turnbull (Cork FC)                                                                      | 12 klubów          |
| 1936/37                                                                  |   |   | 1  | Sligo Rovers           | Waterford              | Dundalk                | 20  | Bob Slater (Shelbourne)                                                                       | 12 klubów          |
| 1937/38                                                                  |   |   | 5  | Shamrock Rovers        | Waterford              | Dundalk                | 25  | Willie Byrne (St James Gate)                                                                  | 12 klubów          |
| 1938/39                                                                  |   |   | 6  | Shamrock Rovers        | Sligo Rovers           | Dundalk                | 22  | Paddy Bradshaw (St James Gate)                                                                | 12 klubów          |
| 1939/40                                                                  |   |   | 2  | St. James’s Gate       | Shamrock Rovers        | Sligo Rovers           | 29  | Paddy Bradshaw (St James Gate)                                                                | 12 klubów          |
| 1940/41                                                                  |   |   | 1  | Cork United            | Waterford              | Bohemians              | 19  | Mick O'Flanagan (Bohemian)                                                                    | 11 klubów          |
| 1941/42                                                                  |   |   | 2  | Cork United            | Shamrock Rovers        | Shelbourne             | 20  | Tommy Byrne (Limerick)                                                                        | 10 klubów          |
| 1942/43                                                                  |   |   | 3  | Cork United            | Dundalk                | Drumcondra             | 16  | Sean McCarthy (Cork United)                                                                   | 10 klubów          |
| 1943/44                                                                  |   |   | 4  | Shelbourne             | Limerick               | Shamrock Rovers        | 16  | Sean McCarthy (Cork United)                                                                   | 8 klubów           |
| 1944/45                                                                  |   |   | 4  | Cork United            | Limerick               | Shamrock Rovers        | 26  | Sean McCarthy (Cork United)                                                                   | 8 klubów           |
| 1945/46                                                                  |   |   | 5  | Cork United            | Drumcondra             | Waterford              | 15  | Paddy O’Leary (Cork United)                                                                   | 8 klubów           |
| 1946/47                                                                  |   |   | 5  | Shelbourne             | Drumcondra             | Shamrock Rovers        | 11  | Paddy Coad (Shamrock Rovers), Alf Hanson (Shelbourne)                                         | 8 klubów           |
| 1947/48                                                                  |   |   | 1  | Drumcondra             | Dundalk                | Shelbourne             | 13  | Sean McCarthy (Cork United)                                                                   | 8 klubów           |
| 1948/49                                                                  |   |   | 2  | Drumcondra             | Shelbourne             | Dundalk                | 12  | Eugene Noonan (Waterford United), Paddy O’Leary (Cork Athletic)                               | 10 klubów          |
| 1949/50                                                                  |   |   | 1  | Cork Athletic          | Drumcondra             | Shelbourne             | 19  | Dave McCulloch (Waterford United)                                                             | 10 klubów          |
| 1950/51                                                                  |   |   | 2  | Cork Athletic          | Sligo Rovers           | Drumcondra             | 20  | Dessie Glynn (Drumcondra)                                                                     | 10 klubów          |
| 1951/52                                                                  |   |   | 1  | St. Patrick’s Athletic | Shelbourne             | Shamrock Rovers        | 26  | Shay Gibbons (St. Patrick’s Athletic)                                                         | 12 klubów          |
| 1952/53                                                                  |   |   | 6  | Shelbourne             | Drumcondra             | Shamrock Rovers        | 22  | Shay Gibbons (St. Patrick’s Athletic)                                                         | 12 klubów          |
| 1953/54                                                                  |   |   | 7  | Shamrock Rovers        | Evergreen United       | Drumcondra             | 14  | Danny Jordan (Bohemian)                                                                       | 12 klubów          |
| 1954/55                                                                  |   |   | 2  | St. Patrick’s Athletic | Waterford              | Shamrock Rovers        | 30  | Jimmy Gauld (Waterford United)                                                                | 12 klubów          |
| 1955/56                                                                  |   |   | 3  | St. Patrick’s Athletic | Shamrock Rovers        | Waterford              | 21  | Shay Gibbons (St. Patrick’s Athletic)                                                         | 12 klubów          |
| 1956/57                                                                  |   |   | 8  | Shamrock Rovers        | Drumcondra             | Sligo Rovers           | 15  | Tommy Hamilton (Shamrock Rovers), Donal Leahy (Evergreen)                                     | 12 klubów          |
| 1957/58                                                                  |   |   | 3  | Drumcondra             | Shamrock Rovers        | Evergreen United       | 16  | Donal Leahy (Evergreen)                                                                       | 12 klubów          |
| 1958/59                                                                  |   |   | 9  | Shamrock Rovers        | Evergreen United       | Waterford              | 22  | Donal Leahy (Evergreen)                                                                       | 12 klubów          |
| 1959/60                                                                  |   |   | 1  | Limerick               | Cork Celtic            | Shelbourne             | 27  | Austin Noonan (Cork Celtic)                                                                   | 12 klubów          |
| 1960/61                                                                  |   |   | 4  | Drumcondra             | St. Patrick’s Athletic | Waterford              | 29  | Dan McCaffrey (Drumcondra)                                                                    | 12 klubów          |
| 1961/62                                                                  |   |   | 7  | Shelbourne             | Cork Celtic            | Shamrock Rovers        | 21  | Eddie Bailham (Shamrock Rovers)                                                               | 12 klubów          |
| 1962/63                                                                  |   |   | 2  | Dundalk                | Waterford              | Drumcondra             | 12  | Mick Lynch (Waterford United)                                                                 | 10 klubów          |
| 1963/64                                                                  |   |   | 10 | Shamrock Rovers        | Dundalk                | Limerick               | 18  | Eddie Bailham (Shamrock Rovers), Jimmy Hasty (Dundalk)                                        | 12 klubów          |
| 1964/65                                                                  |   |   | 5  | Drumcondra             | Shamrock Rovers        | Bohemians              | 16  | Jackie Mooney (Shamrock Rovers)                                                               | 12 klubów          |
| 1965/66                                                                  |   |   | 1  | Waterford              | Shamrock Rovers        | Bohemians              | 17  | Mick Lynch (Waterford United)                                                                 | 12 klubów          |
| 1966/67                                                                  |   |   | 3  | Dundalk                | Bohemians              | Sligo Rovers           | 15  | Johnny Brooks (Sligo Rovers), Danny Hale (Dundalk)                                            | 12 klubów          |
| 1967/68                                                                  |   |   | 2  | Waterford              | Dundalk                | Cork Celtic            | 15  | Carl Davenport (Cork Celtic), Ben Hannigan (Dundalk)                                          | 12 klubów          |
| 1968/69                                                                  |   |   | 3  | Waterford              | Shamrock Rovers        | Cork Hibernians        | 19  | Mick Leech (Shamrock Rovers)                                                                  | 12 klubów          |
| 1969/70                                                                  |   |   | 4  | Waterford              | Shamrock Rovers        | Cork Hibernians        | 18  | Brendan Bradley (Finn Harps)                                                                  | 14 klubów          |
| 1970/71                                                                  |   |   | 1  | Cork Hibernians        | Shamrock Rovers        | Waterford              | 20  | Brendan Bradley (Finn Harps)                                                                  | 14 klubów          |
| 1971/72                                                                  |   |   | 5  | Waterford              | Cork Hibernians        | Bohemians              | 22  | Alfie Hale (Waterford United), Tony Marsden (Cork Hibernians)                                 | 14 klubów          |
| 1972/73                                                                  |   |   | 6  | Waterford              | Finn Harps             | Bohemians              | 20  | Alfie Hale (Waterford United), Terry Harkin (Finn Harps)                                      | 14 klubów          |
| 1973/74                                                                  |   |   | 1  | Cork Celtic            | Bohemians              | Cork Hibernians        | 18  | Terry Flanagan (Bohemian), Turlough O’Connor (Bohemian)                                       | 14 klubów          |
| 1974/75                                                                  |   |   | 6  | Bohemians              | Athlone Town           | Finn Harps             | 21  | Brendan Bradley (Finn Harps)                                                                  | 14 klubów          |
| 1975/76                                                                  |   |   | 4  | Dundalk                | Finn Harps             | Waterford              | 29  | Brendan Bradley (Finn Harps)                                                                  | 14 klubów          |
| 1976/77                                                                  |   |   | 2  | Sligo Rovers           | Bohemians              | Drogheda United        | 16  | Syd Wallace (Waterford)                                                                       | 14 klubów          |
| 1977/78                                                                  |   |   | 7  | Bohemians              | Finn Harps             | Drogheda United        | 24  | Turlough O’Connor (Bohemian)                                                                  | 16 klubów          |
| 1978/79                                                                  |   |   | 5  | Dundalk                | Bohemians              | Drogheda United        | 17  | John Delamere (Shelbourne)                                                                    | 16 klubów          |
| 1979/80                                                                  |   |   | 2  | Limerick United        | Dundalk                | Athlone Town           | 22  | Alan Campbell (Shamrock Rovers)                                                               | 16 klubów          |
| 1980/81                                                                  |   |   | 1  | Athlone Town           | Dundalk                | Limerick United        | 23  | Eugene Davis (Athlone Town)                                                                   | 16 klubów          |
| 1981/82                                                                  |   |   | 6  | Dundalk                | Shamrock Rovers        | Bohemians              | 22  | Michael O’Connor (Athlone Town)                                                               | 16 klubów          |
| 1982/83                                                                  |   |   | 2  | Athlone Town           | Drogheda United        | Dundalk                | 18  | Noel Larkin (Athlone Town)                                                                    | 14 klubów          |
| 1983/84                                                                  |   |   | 11 | Shamrock Rovers        | Bohemians              | Athlone Town           | 24  | Alan Campbell (Shamrock Rovers)                                                               | 14 klubów          |
| 1984/85                                                                  |   |   | 12 | Shamrock Rovers        | Bohemians              | Athlone Town           | 17  | Tommy Gaynor (Limerick City), Michael O’Connor (Athlone Town)                                 | 16 klubów          |
| League of Ireland Premier Division (irl. Príomhroinn Sraith na hÉireann) |   |   |    |                        |                        |                        |     |                                                                                               |                    |
| 1985/86                                                                  |   |   | 13 | Shamrock Rovers        | Galway United          | Dundalk                | 15  | Tommy Gaynor (Limerick)                                                                       | 12 klubów          |
| 1986/87                                                                  |   |   | 14 | Shamrock Rovers        | Dundalk                | Bohemians              | 12  | Mick Byrne (Shamrock Rovers)                                                                  | 12 klubów          |
| 1987/88                                                                  |   |   | 7  | Dundalk                | St. Patrick’s Athletic | Bohemians              | 24  | Jonathan Speak (Derry City)                                                                   | 12 klubów          |
| 1988/89                                                                  |   |   | 1  | Derry City             | Dundalk                | Limerick City          | 21  | Billy Hamilton (Limerick)                                                                     | 12 klubów          |
| 1989/90                                                                  |   |   | 4  | St. Patrick’s Athletic | Derry City             | Dundalk                | 19  | Mark Ennis (St. Patrick’s Athletic)                                                           | 12 klubów          |
| 1990/91                                                                  |   |   | 8  | Dundalk                | Cork City              | St. Patrick’s Athletic | 18  | Peter Hanrahan (Dundalk)                                                                      | 12 klubów          |
| 1991/92                                                                  |   |   | 8  | Shelbourne             | Derry City             | Cork City              | 16  | John Caulfield (Cork City)                                                                    | 12 klubów          |
| 1992/93                                                                  |   |   | 1  | Cork City              | Bohemians              | Shelbourne             | 20  | Pat Morley (Cork City)                                                                        | 12 klubów, 2 rundy |
| 1993/94                                                                  |   |   | 15 | Shamrock Rovers        | Cork City              | Galway United          | 23  | Stephen Geoghegan (Shamrock Rovers)                                                           | 12 klubów, 2 rundy |
| 1994/95                                                                  |   |   | 9  | Dundalk                | Derry City             | Shelbourne             | 16  | John Caulfield (Cork City)                                                                    | 12 klubów          |
| 1995/96                                                                  |   |   | 5  | St. Patrick’s Athletic | Bohemians              | Sligo Rovers           | 19  | Stephen Geoghegan (Shelbourne)                                                                | 12 klubów          |
| 1996/97                                                                  |   |   | 2  | Derry City             | Bohemians              | Shelbourne             | 16  | Tony Cousins (Shamrock Rovers), Stephen Geoghegan (Shelbourne)                                | 12 klubów          |
| 1997/98                                                                  |   |   | 6  | St. Patrick’s Athletic | Shelbourne             | Cork City              | 17  | Stephen Geoghegan (Shelbourne)                                                                | 12 klubów          |
| 1998/99                                                                  |   |   | 7  | St. Patrick’s Athletic | Cork City              | Shelbourne             | 15  | Trevor Molloy (St. Patrick’s Athletic)                                                        | 12 klubów          |
| 1999/00                                                                  |   |   | 9  | Shelbourne             | Cork City              | Bohemians              | 20  | Pat Morley (Cork City)                                                                        | 12 klubów          |
| 2000/01                                                                  |   |   | 8  | Bohemians              | Shelbourne             | Cork City              | 25  | Glen Crowe (Bohemians)                                                                        | 12 klubów          |
| 2001/02                                                                  |   |   | 10 | Shelbourne             | Shamrock Rovers        | St. Patrick’s Athletic | 21  | Glen Crowe (Bohemians)                                                                        | 12 klubów          |
| 2002/03                                                                  |   |   | 9  | Bohemians              | Shelbourne             | Shamrock Rovers        | 18  | Glen Crowe (Bohemians)                                                                        | 10 klubów          |
| 2003                                                                     |   |   | 11 | Shelbourne             | Bohemians              | Cork City              | 21  | Jason Byrne (Shelbourne)                                                                      | 10 klubów          |
| 2004                                                                     |   |   | 12 | Shelbourne             | Cork City              | Bohemians              | 25  | Jason Byrne (Shelbourne)                                                                      | 10 klubów          |
| 2005                                                                     |   |   | 2  | Cork City              | Derry City             | Shelbourne             | 22  | Jason Byrne (Shelbourne)                                                                      | 12 klubów          |
| 2006                                                                     |   |   | 13 | Shelbourne             | Derry City             | Drogheda United        | 15  | Jason Byrne (Shelbourne)                                                                      | 12 klubów          |
| 2007                                                                     |   |   | 1  | Drogheda United        | St. Patrick’s Athletic | Bohemians              | 19  | David Mooney (Longford Town)                                                                  | 12 klubów          |
| 2008                                                                     |   |   | 10 | Bohemians              | St. Patrick’s Athletic | Derry City             | 15  | David Mooney (Longford Town), Mark Farren (Derry City), Mark Quigley (St. Patrick’s Athletic) | 12 klubów          |
| 2009                                                                     |   |   | 11 | Bohemians              | Shamrock Rovers        | Cork City              | 24  | Gary Twigg (Shamrock Rovers)                                                                  | 10 klubów          |
| 2010                                                                     |   |   | 16 | Shamrock Rovers        | Bohemians              | Sligo Rovers           | 20  | Gary Twigg (Shamrock Rovers)                                                                  | 10 klubów          |
| 2011                                                                     |   |   | 17 | Shamrock Rovers        | Sligo Rovers           | Derry City             | 22  | Éamon Zayed (Derry City)                                                                      | 10 klubów          |
| 2012                                                                     |   |   | 3  | Sligo Rovers           | Drogheda United        | St. Patrick’s Athletic | 22  | Gary Twigg (Shamrock Rovers)                                                                  | 12 klubów          |
| 2013                                                                     |   |   | 8  | St. Patrick’s Athletic | Dundalk                | Sligo Rovers           | 18  | Rory Patterson (Derry City)                                                                   | 12 klubów          |
| 2014                                                                     |   |   | 10 | Dundalk                | Cork City              | St. Patrick’s Athletic | 20  | Christy Fagan (St. Patrick’s Athletic), Patrick Hoban (Dundalk)                               | 12 klubów          |
| 2015                                                                     |   |   | 11 | Dundalk                | Cork City              | Shamrock Rovers        | 25  | Richie Towell (Dundalk)                                                                       | 12 klubów          |
| 2016                                                                     |   |   | 12 | Dundalk                | Cork City              | Derry City             | 18  | Seán Maguire (Cork City)                                                                      | 12 klubów          |
| 2017                                                                     |   |   | 3  | Cork City              | Dundalk                | Shamrock Rovers        | 20  | Seán Maguire (Cork City)                                                                      | 12 klubów          |
| 2018                                                                     |   |   | 13 | Dundalk                | Cork City              | Shamrock Rovers        | 29  | Patrick Hoban (Dundalk)                                                                       | 12 klubów          |
| 2019                                                                     |   |   | 14 | Dundalk                | Shamrock Rovers        | Bohemians              | 14  | Junior Ogedi-Uzokwe (Derry City)                                                              | 12 klubów          |
| 2020                                                                     |   |   | 18 | Shamrock Rovers        | Bohemians              | Dundalk                | 10  | Patrick Hoban (Dundalk)                                                                       | 10 klubów          |
| 2021                                                                     |   |   | 19 | Shamrock Rovers        | St. Patrick’s Athletic | Sligo Rovers           | 21  | Georgie Kelly (Bohemian F.C.)                                                                 | 10 klubów          |
| 2022                                                                     |   |   | 20 | Shamrock Rovers        | Derry City             | Dundalk                | 18  | Aidan Keena (Sligo Rovers)                                                                    | 10 klubów          |
| 2023                                                                     |   |   | 21 | Shamrock Rovers        | Derry City             | St. Patrick’s Athletic | 15  | Jonathan Afolabi (Bohemians) Jack Moylan Shelbourne                                           | 10 klubów          |
| 2024                                                                     |   |   | 14 | Shelbourne             | Shamrock Rovers        | St. Patrick’s Athletic | 14  | Pádraig Amond (Waterford ) Patrick Hoban (Derry City)                                         | 10 klubów          |

## Statystyka

### Klasyfikacja według klubów
W dotychczasowej historii Mistrzostw Irlandii na podium oficjalnie stawało w sumie 24 drużyny. Liderem klasyfikacji jest Shamrock Rovers, który zdobył 21 tytułów mistrzowskich.
Stan po sezonie 2024.
| Lp. | Klub                   | Miejsca na podium | Miejsca na podium | Miejsca na podium | Zwycięskie sezony                                                                                                |    |    | |
| --- | ---------------------- | ----------------- | ----------------- | ----------------- | --- | -- | -- | --- |
| Lp. | Klub                   | 1.                | Shamrock Rovers   | 21                | Zwycięskie sezony                                                                                                | 16 | 15 | 1922/23, 1924/25, 1926/27, 1931/32, 1937/38, 1938/39, 1953/54, 1956/57, 1958/59, 1963/64, 1983/84, 1984/85, 1985/86, 1986/87, 1993/94, 2010, 2011, 2020, 2021, 2022, 2023 |
| 2.  | Dundalk                | 14                | 12                | 9                 | 1932/33, 1962/63, 1966/67, 1975/76, 1978/79, 1981/82, 1987/88, 1990/91, 1994/95, 2014, 2015, 2016, 2018, 2019    |    |    | |
| 3.  | Shelbourne             | 14                | 10                | 12                | 1925/26, 1928/29, 1930/31, 1943/44, 1946/47, 1952/53, 1961/62, 1991/92, 1999/00, 2001/02, 2003, 2004, 2006, 2024 |    |    | |
| 4.  | Bohemians              | 11                | 15                | 15                | 1923/24, 1927/28, 1929/30, 1933/34, 1935/36, 1974/75, 1977/78, 2000/01, 2002/03, 2008, 2009                      |    |    | |
| 5.  | St. Patrick’s Athletic | 8                 | 5                 | 6                 | 1951/52, 1954/55, 1955/56, 1989/90, 1995/96, 1997/98, 1998/99, 2013                                              |    |    | |
| 6.  | Waterford United       | 6                 | 4                 | 7                 | 1965/66, 1967/68, 1968/69, 1969/70, 1971/72, 1972/73                                                             |    |    | |
| 7.  | Drumcondra             | 5                 | 5                 | 4                 | 1947/48, 1948/49, 1957/58, 1960/61, 1964/65                                                                      |    |    | |
| 8.  | Cork United            | 5                 | 0                 | 0                 | 1940/41, 1941/42, 1942/43, 1944/45, 1945/46                                                                      |    |    | |
| 9.  | Cork City              | 3                 | 9                 | 5                 | 1992/93, 2005, 2017                                                                                              |    |    | |
| 10. | Sligo Rovers           | 3                 | 3                 | 8                 | 1936/37, 1976/77, 2012                                                                                           |    |    | |
| 11. | Derry City             | 2                 | 7                 | 3                 | 1988/89, 1996/97                                                                                                 |    |    | |
| 12. | Limerick               | 2                 | 2                 | 3                 | 1959/60, 1979/80                                                                                                 |    |    | |
| 13. | Athlone Town           | 2                 | 1                 | 3                 | 1980/81, 1982/83                                                                                                 |    |    | |
| 14. | St. James’s Gate       | 2                 | 1                 | 0                 | 1921/22, 1939/40                                                                                                 |    |    | |
| 15. | Cork Athletic          | 2                 | 0                 | 0                 | 1949/50, 1950/51                                                                                                 |    |    | |
| 16. | Drogheda United        | 1                 | 2                 | 4                 | 2007 |    |    | |
| 17. | Cork Celtic            | 1                 | 2                 | 1                 | 1973/74 |    |    | |
| 18. | Cork Hibernians        | 1                 | 1                 | 3                 | 1970/71 |    |    | |
| 19. | Dolphin                | 1                 | 1                 | 0                 | 1934/35 |    |    | |
| 20. | Finn Harps             | 0                 | 3                 | 1                 | |    |    | |
| 21. | Cork                   | 0                 | 2                 | 2                 | |    |    | |
| 22. | Evergreen United       | 0                 | 2                 | 1                 | |    |    | |
| 23. | Galway United          | 0                 | 1                 | 1                 | |    |    | |
| 24. | Jacobs                 | 0                 | 0                 | 1                 | |    |    | |

### Klasyfikacja według miast
Siedziby klubów: stan po sezonie 2024.
| Miasto    | Liczba tytułów | Kluby |
| --------- | -------------- | --- |
| Dublin    | 62             | Shamrock Rovers (21), Shelbourne (14), Bohemians (11), St. Patrick’s Athletic (8), Drumcondra (5), St. James’s Gate (2), Dolphin (1) |
| Dundalk   | 14             | Dundalk (14) |
| Cork      | 12             | Cork United (5), Cork City (3), Cork Athletic (2), Cork Celtic (1), Cork Hibernians (1)                                              |
| Waterford | 6              | Waterford United (6) |
| Sligo     | 3              | Sligo Rovers (3) |
| Athlone   | 2              | Athlone Town (2) |
| Derry     | 2              | Derry City (2) |
| Limerick  | 2              | Limerick (2) |
| Drogheda  | 1              | Drogheda United (1) |

## Uczestnicy
Są 54 zespołów, które wzięli udział w 105 sezonach Mistrzostw Irlandii, które były prowadzone od 1921/22 aż do sezonu 2025 łącznie. Jedynie Bohemian F.C. był zawsze obecny w każdej edycji.
Pogrubione zespoły biorące udział w sezonie 2025.
- 105 razy: Bohemian F.C.
- 103 razy: Shamrock Rovers F.C.
- 90 razy: Dundalk F.C., Shelbourne F.C.
- 75 razy: St. Patrick’s Athletic F.C.
- 73 razy: Sligo Rovers F.C.
- 67 razy: Waterford F.C.
- 62 razy: Limerick F.C.
- 49 razy: Drogheda United F.C.
- 44 razy: Drumcondra F.C.
- 38 razy: Derry City F.C.
- 37 razy: Cork City F.C.
- 31 razy: Athlone Town F.C.
- 29 razy: Finn Harps F.C., UCD A.F.C.
- 28 razy: Cork Celtic F.C.
- 26 razy: Galway United F.C.
- 23 razy: Bray Wanderers A.F.C., St. James’s Gate F.C.
- 19 razy: Bray Unknowns F.C., Cork Hibernians F.C.
- 16 razy: Brideville F.C., Home Farm F.C.
- 14,5 razy: Cork F.C.
- 14 razy: Transport F.C.
- 12 razy: Longford Town F.C.
- 11 razy: Jacobs F.C.
- 9 razy: Cork Athletic F.C.
- 7,5 razy: Cork United F.C.
- 7 razy: Dolphin F.C.
- 6 razy: Albert Rovers F.C.
- 5 razy: Galway Rovers F.C., Thurles Town F.C.
- 4 razy: Cobh Ramblers F.C., Monaghan United F.C., Pioneers F.C.
- 2 razy: Brooklyn F.C., Cork Bohemians F.C., Dublin City F.C., Dublin United F.C., Kilkenny City F.C., Midland Athletic F.C., Olympia F.C., Shelbourne United F.C.
- 1 raz:  Cork City I F.C., Frankfort F.C., Rathmines Athletic F.C., Reds United F.C., Sporting Fingal F.C., Wexford Youths F.C., YMCA F.C.